# Lovers (1995)
Lovers ist ein österreichischer Spielfilm aus dem Jahr 1995. Regie bei der Fernsehkomödie führte Xaver Schwarzenberger, Drehbuch und Schnitt übernahm seine Frau Ulrike (Ulli) Schwarzenberger. Der Film wurde erstmals am 18. März 1997 auf 3sat ausgestrahlt.

## Handlung
Als die Familie Turnau zum Abendessen zusammentrifft, freut sich zunächst die freche, vorlaute Tochter Kathi auf ihre Hauptrolle in der Theatervorstellung in ihrer Schule. Vater Jakob gibt aber bekannt, dass er zu dieser Vorstellung nicht anwesend sein könne, weil er in Salzburg beruflich arrangiert sei und es dabei um viel Geld gehe. Am nächsten Morgen springt sein Auto nicht an und als Lavinia in der Stadt zu tun hat, täuscht Jakob am Bahnhof eine Bahnfahrt nach Salzburg vor. Als Lavinia der Absatz ihres Schuhes abbricht und sie ihn bei einem Bahnhofsmitarbeiter reparieren lässt, beobachtet sie verwundert, wie Jakob den Bahnhof verlässt.
Als Lavinia ihre Mutter Lydika, die eine antiquarische Buchhandlung besitzt, zum Schultheater einladen will, klagt sie Lavinia ihr Leid, dass sie zu alt sei, um das Geschäft zu betreiben, in dem ein Durcheinander herrscht. Lydika kündigt zunächst eine Schließung ihres Ladens an und wirft Lavinia vor, dass sie eine Familie gegründet habe und sich um das Geschäft nicht gekümmert habe.
Die ältere Tochter Therese fährt zusammen mit ihrem Freund in die Umgebung von Mistelbach. Als dieser sich als brutaler Rassist entpuppt, holen sie Lavinia und Kathi von dort mit dem Auto ab. Sie kehren danach in ein nobles Restaurant ein und entdecken während des Essens am Nachbartisch Jakob mit einer anderen Frau. Somit klärt sich Jakobs angebliche beruflich bedingte Abwesenheit auf. Getarnt bezahlen sie sofort ihre Rechnung, verfolgen Jakob mit dem Auto und sehen ihn beim Eintritt mit der anderen Frau in ein Stundenhotel. Lavinia und die Töchter sind geschockt. Am Telefon gibt Jakob danach an, in Salzburg zu sein. Daraufhin sucht Lavinia eine Wohnung und zieht mit den Töchtern heimlich aus dem gemeinsamen Haus aus. Jakob entdeckt bei seiner Rückkehr ins Haus die leeren Räume und einen Zettel mit der handschriftlichen Nachricht: Wir sehen uns beim Anwalt.
Der Scheidungsanwalt nimmt aber Lavinias Aussage nicht ernst und gibt zu bedenken, dass eine Scheidung nicht so einfach sei. Auch Jakob bestreitet seinen Ehebruch und gibt bekannt, dass seine Affäre bedeutungslos ist. Nun lautet Lavinias Vorhaben, dass sie sich als Gegenleistung 10 Liebhaber (Lovers) zulegen wird.
Lavinia entschließt sich, den Bücherladen von Lydika zu übernehmen und zu führen. Als Lydika und Lavinia in der Vinothek etwas trinken, entdeckt Lavinia den Italiener Claudio, der ihr später in der Buchhandlung seine Hilfe anbietet und ein Picknick vorschlägt. Als Jakob vor der Geschäftstür steht, küsst sie zunächst ihren „ersten“ Liebhaber und danach inszeniert sie einen Hinauswurf. Vor der Vinothek findet nun eine Prügelei zwischen Jakob und Claudio statt.
Später wird Lavinia zum Direktor von Kathis Schule gerufen, der vorerst eine Entlassung für Kathi fordert, weil sie dem Direktor gegenüber eine obszöne Äußerung verübte. Danach besucht Lavinia mit dem Direktor einen Heurigen. Dort versetzt sie ihn in einen betrunkenen Zustand, um ihn so zu beeinflussen, dass Kathi den Platz an der Schule behält, was auch gelingt. Bald darauf erhält sie im Geschäft den merkwürdigen Kunden Beierlein, der das Buch Badereise von Montaigne bestellt und Lavinia danach zum vegetarischen Essen einlädt, was aber wegen seines sonderbaren Benehmens misslingt. Lavinia benötigt auch einen Computer, lässt einen Berater diesbezüglich ins Geschäft kommen und lädt auch ihn zum Essen in der Wohnung ein. Aber die Töchter missverstehen diese Situation, halten ihn für einen Liebhaber und jagen ihn fort.
Die beiden Töchter ziehen bald darauf zu Vater Jakob zurück, der nun ständig hinter Lavinia her ist und sie auffordert, mit ihm zu reden. Sie reagiert jedoch immer ablehnend und weist ihn immer zurück. Der nächste Liebhaber ist der in einem abgestellten Eisenbahnwaggon lebende Gärtner Diego, bei dem sie auch Blumen für ihre leer wirkende Wohnung bestellt. Sie schläft vorerst mit Diego und Jakob beobachtet das Liebesspiel von seinem Auto aus. Als sie zu Diego in die Gärtnerei kommt, befindet sich eine jüngere Frau im Waggon. Tochter Therese will nun die genauen Gründe für Jakobs Ehebruch wissen, worauf er keine rechte Antwort zu bieten vermag.
Einmal gelingt es Jakob, Lavinia in ein Caféhaus zu bewegen und beklagt sich bei ihr, dass sie ihm zu wenig Liebe und Zärtlichkeit gegeben habe und er deswegen eine Affäre mit einer anderen hatte. Lavinia entwischt ihm aber wieder und sucht als neuen Liebhaber den Vinothekenbesitzer Claudio auf. Die beiden essen Spargel-Risotto, Vater Jakob und die Töchter zur gleichen Zeit ebenfalls. Bevor Lavinia mit Claudio schlafen will, liegt Jakob im Bett und die beiden Männer (Claudio und Jakob) sind wieder in dieselbe Prügelei verwickelt, wie zuvor vor der Vinothek. Jakob wird bewusstlos, Lavinia schickt Claudio weg und belebt Jakob wieder. Letztendlich finden Lavinia und Jakob wieder zueinander.

## Kritik
„Frivol-charmante Komödie auf solidem Fernsehniveau, sympathisch durch die gut aufgelegten Darsteller.“